# 北九州商工会議所
北九州商工会議所（きたきゅうしゅうしょうこうかいぎしょ）、英称：Kitakyushu Chamber of Commerce and Industry）は、主に福岡県北九州市内に事業所をおく企業・団体で運営されている商工会議所。

## 概要
1963年（昭和38年）2月北九州市の発足に伴い、同年9月、門司・小倉・若松・八幡・戸畑の5商工会議所の合併により誕生した。
北九州商工会議所では、独自に会員企業に対し「経営動向調査」を行ない、四半期ごとに景気動向指数（DI）を発表している。

## 会員
- 登録会員企業：8731社

入会資格
- 北九州市内で6ヶ月以上営業している商工業者（法人団体会員、個人会員の区別がある）。
- 北九州市内で、事業活動を行う各種団体（協同組合、信用金庫、労働金庫、公社、経済関係団体、医療法人、社会福祉法人、弁護士法人、監査法人、税理士法人、社団法人、財団法人など）。
- 北九州市内で自己の名をもって事業活動を行う個人（医師、弁護士、公認会計士、司法書士、税理士、行政書士など）。

## 役員
会頭
- 利島康司 - 安川電機会長

## 所在地
- 本所・小倉サービスセンター - 北九州市小倉北区紺屋町13-1毎日西部会館1F・2F
- 戸畑サービスセンター - 北九州市戸畑区浅生2-10-21　角野ビル1階F
- 門司サービスセンター - 北九州市門司区栄町5-10　第5久藤ビル1F
- 八幡サービスセンター - 北九州市八幡西区八千代町13-5
- 若松サービスセンター - 北九州市若松区本町2-17-1

## 関連団体
- 福岡県商工会議所連合会